# Bassaricyon beddardi
Bassaricyon alleni là một loài động vật có vú trong họ Gấu mèo Bắc Mỹ, bộ Ăn thịt. Loài này được Pocock mô tả năm 1921.

## Hình ảnh

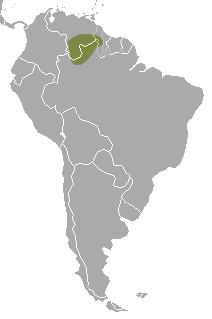
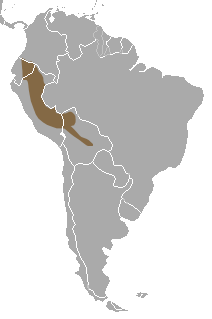
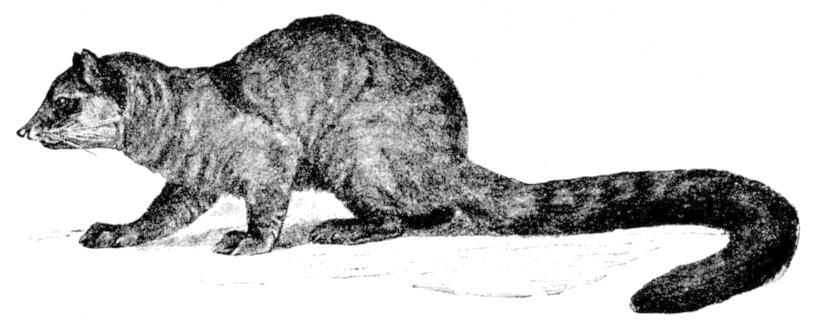
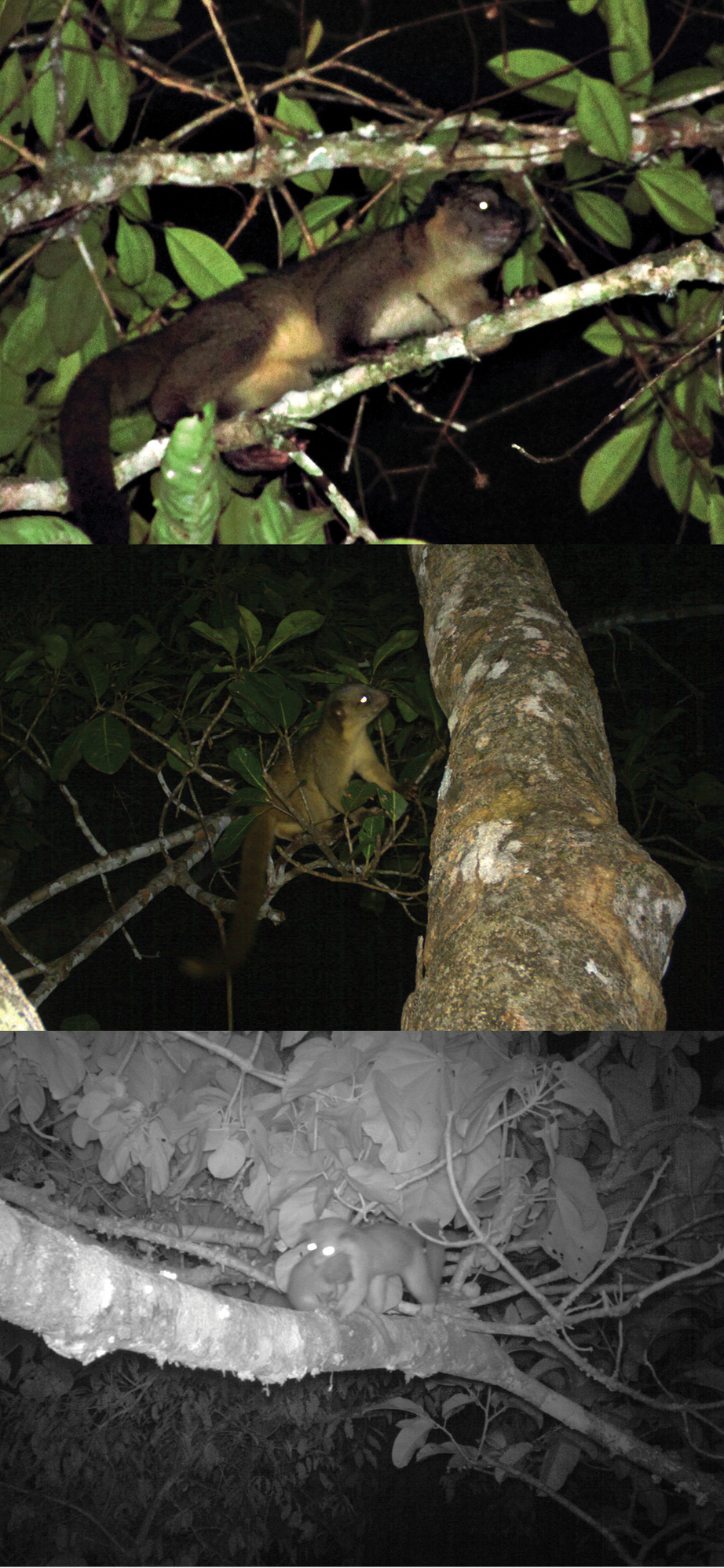